# 徐国清
徐 国清（じょ こくせい、 1958年4月17日- ）は、中国の柔道選手。階級は95kg超級。身長198cm。体重134kg。

## 人物
1986年のアジア競技大会95kg超級では決勝で斉藤仁に合技で敗れるも2位になった。1987年の世界選手権では中国の男子選手として初のメダルとなる銅メダルを獲得した。1988年のアジア選手権では、95kg超級の決勝で村上修司、無差別の決勝で小川直也にそれぞれ敗れて2位だった。ソウルオリンピックでは初戦で敗れた。

## 主な戦績
- 1986年 - 正力国際　3位
- 1986年 - アジア競技大会　2位
- 1987年 - 世界選手権　3位
- 1988年 - イギリス国際　優勝
- 1988年 - アジア選手権　95kg超級　2位　無差別　2位